# Hüttlingska gården
Hüttlingska gården är en byggnad i kvarteret Cederberg vid hörnet Plangatan 9/Östra Vattugränd 6 i Alingsås. Byggnaden, som uppfördes i mitten av 1800-talet och byggdes till år 1920, är byggnadsminne sedan den 31 januari 1983.

## Historia
Hüttlingska gårdens ursprungliga byggnad utmed Plangatan tillkom på 1800-talet. Tillbyggnaden i vinkel utmed Östra Vattugränd uppfördes 1920 och ansluter väl till huvudbyggnadens empiredekorerade fasad. Byggnaden har fått namnet efter ägaren, major Hüttling vid Västgöta-Dals regemente. Alingsås elementarskola för flickor hade lokaler i byggnaden under 1880-talet. Då det nya stadshotellet byggdes åren 1910–1911 fick Hüttlingska gården tjänstgöra som hotell.

## Beskrivning
Byggnaden vänder sig med huvudentré mot Plangatan. Fasaden har utskjutande knutar och är klädd med gulmålad locklistpanel. Huvudentrén har en dubbeltrappa. Fasaden har fönster- och dörromfattningar med empiredekor. De empiredekorerade omfattningarna är gråmålade och fönsterbågarna är blå. I fasadens norra del finns en tidigare entré som igensatts och ersatts med ett fönster. Fönstren på nedervåningen är spröjsade i fyra rutor medan övervåningens fönster har överlufter. Sockeln är putsad. Den lägre byggnadsdelen mot Vattugränd är anpassad och underordnad huvudbyggnadens empireinspirerade uttryck. Vissa fönster är spröjsade i nio rutor. Den äldre byggnadens gårdsfasad har en kraftig bjälklagslist. Fönstertyperna varierar i storlek och en lägenhet har fått balkong. Gårdsytan har i sin västra del kullersten och i den östra delen finns gatsten.